# Singhaplax ockelmanni
Singhaplax ockelmanni is een krabbensoort uit de familie van de Goneplacidae. De wetenschappelijke naam van de soort is voor het eerst geldig gepubliceerd in 1971 door Serène.